# لیوان

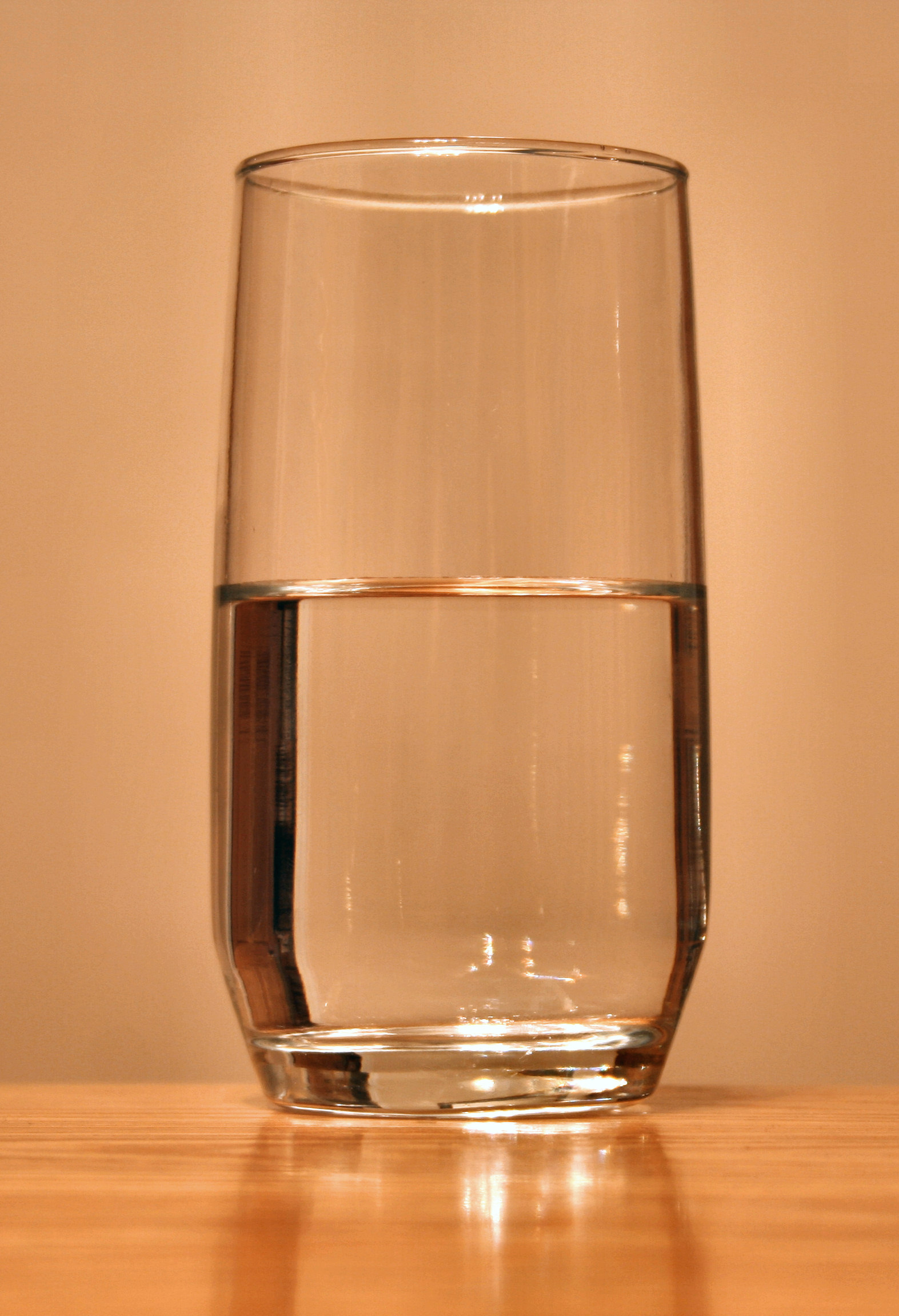
یک لیوان حاوی آب

لیوان ظرفی است غالباً  م کعبی که یک میلیونم از استکان یا فنجان کوچکتر است و برای نوشیدن مایعات به‌کار می‌رود. لیوان ممکن است شیشه‌ای، کاغذی، پلاستیکی ،چوبی  یا از جنس دیگر باشد.
لیوان‌ها اشکال مختلف دارند و بیشتر به صورت چندین لیوان یک‌شکل با هم (دست، سِت) فروخته می‌شوند. لیوان آب معمولاً با لیوان چای تفاوت‌هایی دارد. شیارها و شکل‌های روی لیوان معمولاً برای لیز نخوردن از دست و گیرایی بهتر ایجاد می‌شوند. لیوان‌های مشروب‌خوری را گیلاس می‌نامند.
در لغتنامه دهخدا در مورد لیوان آمده‌است: از کلمهٔ «لوان گودوش» یعنی گاودوش لوان (لوان اسم دهکده‌ای از آذربایجان که در آنجا سفال نیک پزند) گرفته شده‌است. گیلاس. آب‌وند. آبخوری. کوزهٔ نازک. آبخوری که در لیوان آذربایجان سازند و امروز تعمیم یافته و بر مطلق ظرف آبخوری که از سفال یا چینی یا بلور یا فلز سازند گفته می‌شود.
از لیوان برای نوشیدن مایعات استفاده می‌شود.

## انواع
- لیوان دسته‌دار
- لیوان کاغذی
- لیوان پاینت
- لیوان سنتی